# Pajala IF
Pajala IF är en idrottsförening i Pajala i Sverige. Den startades 1930, med fotboll på programmet, och har senare kommit att omfatta även bordtennis, skidsport, basket, innebandy, ishockey och volleyboll.
Den nu nedlagda ishockeysektionen, där bl.a. Johan Tornberg fostrats, har ersatts av klubben Pajala HC. 